# Al-Muṭṭalib ibn ʿAbd Manāf
al-Muṭṭalib ibn ʿAbd Manāf (in arabo المطلب بن عبد مناف‎? , il cui nome completo era al-Muṭṭalib ibn ʿAbd Manāf b. Quṣayy b. Kilāb b. Murra b. Kaʿb b. Luʾayy b. Ghālib b. Fihr b. Mālik b. Naḍr b. Kināna b. Khuzayma b. Mudrika b. Iliyās b. Muḍar b. Nizār b. Maʿadd b. ʿAdnān; fl. V secolo) fu un Quraysh di Mecca del clan dei Banū ʿAbd Manāf ibn Quṣayy, al quale apparterrà anche il profeta Maometto.
Era fratello di Hāshim b. ʿAbd Manāf, bisnonno di Maometto, ed era quindi zio paterno di ʿAbd al-Muṭṭalib b. Hāshim, nonno del Profeta e suo primo tutore. 
Al-Muṭṭalib succdette al fratello maggiore Hāshim quando questo improvvisamente morì a Ghaza e si prese quindi cura del piccolo nipote Shayba ibn Hāshim, e quando tornò a Mecca col nipote seduto dietro di lui sulla sella del dromedario, fu accolto dai suoi contribuli che dissero del fanciullo «ecco lo schiavo di al-Muṭṭalib» (ʿabd al-Muṭṭalib), non sapendo che Shayba era invece suo nipote e pupillo.
Quando al-Muṭṭalib morì, ʿAbd al-Muṭṭalib gli succedette alla guida del clan.